# Erwan Käser
Pour les articles homonymes, voir Käser.
Erwan Käser, né le 8 juin 1992, est un fondeur suisse.

## Carrière
Membre des Gardes-Frontière, il est actif dans les courses de la FIS à partir de 2008. En 2009, il obtient sa première sélection en équipe nationale à l'occasion du Festival olympique de la jeunesse européenne. En 2011, il gagne ses premières courses junior nationales, puis réalise son meilleur résultat international en 2012 aux Championnats du monde junior à Erzurum avec une sixième place sur le sprint (finaliste).
Il prend son premier départ en Coupe du monde en février 2013 au sprint de Davos. Il marque des points à partir de la saison 2012-2013. Il participe aussi aux Championnats du monde des moins de 23 ans en 2014 et 2015, obtenant deux top dix en individuel. En Coupe du monde, il atteint le top 30 et marque donc des points en fin d'année 2014 au sprint de Davos (27e). Il franchit le top vingt en janvier 2018, prenant la 18e place sur le sprint libre de Seefeld, ce qui est toujours son meilleur résultat à ce niveau.
En 2018, il se qualifie pour ses premiers jeux olympiques, terminant 48e du sprint classique. Il fait ses débuts en championnat du monde en 2021 à Oberstdorf.
Son cousin Jovian Hediger est aussi fondeur de haut niveau.

## Palmarès

### Jeux olympiques d'hiver
| Épreuve / Édition   | Sprint                           | Sprint    | 15 km | 15 km                            | Skiathlon 2 × 15 km | 50 km | Relais | Relais    |
| Épreuve / Édition   | libre                            | classique | libre | classique                        | Skiathlon 2 × 15 km | 50 km | Sprint | 4 × 10 km |
| JO 2018 Pyeongchang | Épreuve inexistante à cette date | 48e       | -     | Épreuve inexistante à cette date | —                   | -     | —      | —         |

Légende :
- : pas d'épreuve
- — : Non disputée par Käser

### Championnats du monde
| Épreuve / Édition        | Sprint                           | Sprint    | 15 km | 15 km                            | Skiathlon 2 × 15 km | 50 km | Relais | Relais    |
| Épreuve / Édition        | libre                            | classique | libre | classique                        | Skiathlon 2 × 15 km | 50 km | Sprint | 4 × 10 km |
| Mondiaux 2021 Oberstdorf | Épreuve inexistante à cette date | 52e       | —     | Épreuve inexistante à cette date | —                   | —     | —      | -         |

Légende :
- : pas d'épreuve
- — : Non disputée par Käser

### Coupe du monde
- Meilleur classement général : 78e en 2021.
- Meilleur résultat individuel : 18e.

#### Classements en Coupe du monde
| Année     | Classement général final | Classement distance | Classement sprint |
| 2014-2015 | 135e                     | -                   | 80e               |
| 2016-2017 | 117e                     | 94e                 | 79e               |
| 2017-2018 | 109e                     |                     | 56e               |
| 2019-2020 | 145e                     |                     | 86e               |
| 2020-2021 | 78e                      |                     | 36e               |

### Autres
Il totalise 3 podiums en Coupe OPA.